# Камаль Сидху
Камаль Сидху (*24 лютого 1968) — канадська модель, віджейка, семиборка, телеведуча та акторка. Виграла титул "Міс Індія-Канада" в 1991 році, також має успішну кар'єру ведучої шоу.

## Раннє життя
Народилася в сім'ї індійських сикхів, яка жила на Філіппінах, де вона залишалася до 6 років. Пізніше сім'я переїхала до Канади, де Камаль виросла й здобула вищу медичну освіту. Вона вільно володіє тагальською, англійською, пенджабі та французькою.

## Кар'єра
До участі в телевізійних шоу та в модельній індустрії Сидху була спортсменкою, тренувалася для участі в Олімпійських іграх в Атланті, представляючи Канаду в семиборстві. Травма раптово перервала її мрії та змусила шукати інші шляхи. За порадою двоюрідного брата Камаль взяла участь у конкурсі «Міс Індія-Канада» в 1991 році і посіла перше місце.
В Індії вона почала кар'єру на Channel V, а пізніше на MTV Asia. Також працювала з каналом AXN у тій же країні. Одна з перших «індійських» віджеїв, Сидху та її канадський акцент були надзвичайно популярні серед підлітків, багато хто наслідували її стиль одягу, зачіски та розмови. Вона вела шоу для дорослих про сексуальне життя на Zoom TV і екологічний серіал EarthPulse на National Geographic Channel. Сидху представила Rio Games в серпні 2016 року на каналі Star Sports у своєму короткому поверненні туди, де все почалося - STAR TV NETWORK.

## Особисте життя
У 1990-х зустрічалася з колишнім віджеєм MTV і Channel V Денні Макгіллом. Одружена з Ніко Гоговала, власником компанії B.A.R.

## Фільмографія
| Рік  | Фільм                     | Роль          |
| ---- | ------------------------- | ------------- |
| 1997 | Aar Ya Paar               | Veena Sanghvi |
| 2006 | Chasing Nature(TV series) | Presenter     |
| 2008 | Little Zizou              | Alka          |
| 2019 | The Fakir of Venice       | Mandira       |